# Stenocrepis elegans
Stenocrepis elegans är en skalbaggsart som beskrevs av Leconte. Stenocrepis elegans ingår i släktet Stenocrepis och familjen jordlöpare. Inga underarter finns listade i Catalogue of Life.